# 第二代里奇蒙公爵查爾斯·倫諾克斯
查爾斯·倫諾克斯（1701年5月18日—1750年8月8日），第二代里奇蒙公爵，父親是英王查理二世的私生子查爾斯·倫諾克斯。

## 家庭
1719年，查爾斯與莎拉·卡多根結婚，兩人共有2子4女：
1. 卡羅琳（英语：Caroline Fox, 1st Baroness Holland）（1723年—1774年）
2. 艾蜜莉（1731年—1814年），倫斯特公爵夫人
3. 查爾斯（1735年—1806年），第三代里奇蒙公爵
4. 喬治（英语：Lord George Lennox）（1737年—1805年），第四代公爵的父親
5. 路易莎（英语：Lady Louisa Conolly）（1743年—1821年）
6. 莎拉（英语：Lady Sarah Lennox）（1745年—1826年）